# アーラーム・シャー
アーラーム・シャー（Aram Shah, 生年不詳 - 1211年）は、北インドのデリー・スルターン朝、奴隷王朝の第2代君主（在位：1210年 - 1211年）。即位前の名はアーラーム・バフシュ（Aram Bakhsh）といった。

## 生涯
父は奴隷王朝の創始者であるクトゥブッディーン・アイバクとされるが、養子という説もあり、実子であるか養子であるかは確定していない。前後の情勢と彼が直ちに王位を継承していることから、実子ではないにしても、義子あるいは比較的近い血縁関係にあったのだという。
1210年、父アイバクが落馬事故で急死したため、アーラーム・シャーはラホールの宮廷で貴族らに擁立され、その王位を継承した。
だが、アーラーム・シャーは悪政を布いたといわれ、別の貴族らは軍司令官でアイバクの娘婿であったイルトゥトゥミシュをデリーに呼び寄せ、擁立しようとした。
1211年、アーラーム・シャーはデリー郊外でイルトゥトゥミシュと戦い、敗れて殺されたという。こうして、アイバクの王統は2代5年で断絶した。